# Proconura microgastricida
Proconura microgastricida är en stekelart som först beskrevs av Jean-Renaud Steffan 1951. Proconura microgastricida ingår i släktet Proconura och familjen bredlårsteklar. Inga underarter finns listade i Catalogue of Life.